# چارلین
چارلین (به انگلیسی: Charleen) فیلمی ۵۹ دقیقه‌ای به کارگردانی رس مک‌الوی محصول کشور ایالات متحده آمریکا است.